# 張宏綱
張宏綱（1540年—？），字師正，號震鳌，福建永寧衛官籍，泉州府晉江縣人，明朝政治人物。

## 生平
嘉靖四十年（1561年）辛酉科福建鄉試第七十七名舉人。隆慶五年（1571年）中式辛未科會試第三十七名，三甲第二百三十六名進士。刑部觀政，授太平府当涂县知县，卒。

## 家族
曾祖張壽，指揮同知；祖父張杲；父張文俊，母劉氏。具庆下。兄宏謨（指挥同知）、宏紀。